# Роберто Муцці
Роберто Муцці (італ. Roberto Muzzi, нар. 21 вересня 1971, Марино) — італійський футболіст, що грав на позиції нападника. По завершенні ігрової кар'єри — футбольний тренер. Наразі входить до тренерського штабу клубу «Рома».
Виступав, зокрема, за клуби «Рома» та «Кальярі», а також олімпійську і молодіжну збірну Італії, з якою двічі ставав чемпіоном Європи серед молодіжних команд. Дворазовий володар Кубка Італії. Володар Кубка Інтертото. 

## Клубна кар'єра
Народився 21 вересня 1971 року в місті Марино. Вихованець футбольної школи клубу «Рома». Дорослу футбольну кар'єру розпочав 1988 року в основній команді того ж клубу, в якій провів шість сезонів, взявши участь у 57 матчах чемпіонату. За цей час виборов титул володаря Кубка Італії. В 1993-1994 також грав за «Пізу» на умовах оренди.
В листопаді 1994 Муцці, який так і не став по-справжньому основним нападником в «Ромі», приєднався до скромнішого «Кальярі», в якому не лише відразу став гравцем основного складу, але й був одним з головних бомбардирів команди, маючи середню результативність на рівні 0,4 голу за гру першості.
1999 року перейшов до «Удінезе», в якому продовжував регулярно відзначатися забитими м'ячами. З «Удінезе» додав до переліку своїх трофеїв титул володаря Кубка Інтертото.
Протягом 2003—2007 років захищав кольори «Лаціо», з яким знову виграв Кубок Італії, та «Торіно». 
Завершив професійну ігрову кар'єру у нижчоліговій «Падові», за команду якої виступав протягом 2007—2008 років.

## Виступи за збірні
1989 року дебютував у складі юнацької збірної Італії, взяв участь у 5 іграх на юнацькому рівні, відзначившись 3 забитими голами.
Протягом 1990–1994 років залучався до складу молодіжної збірної Італії. На молодіжному рівні зіграв у 19 офіційних матчах, забив 4 голи. Зокрема у складі «молодіжки» встиг стати учасником двох чемпіонатів Європи серед молодіжних команд, в 1992 та 1994 роках, обидва з яких італійці виграли.
З 1991 по 1992 рік також захищав кольори олімпійської збірної Італії. У складі цієї команди провів 5 матчів, був учасником футбольного турніру на Олімпійських іграх 1992 року в Барселоні.

## Кар'єра тренера
Розпочав тренерську кар'єру відразу ж по завершенні кар'єри гравця, 2009 року, очоливши одну з дитячих команд «Роми». Відтоді продовжує працювати з різними юнацькими командами римського клубу.

## Статистика виступів

### Статистика клубних виступів
| Сезон               | Команда             | Чемпіонат           | Чемпіонат | Чемпіонат | Національний кубок | Національний кубок | Національний кубок | Єврокубки | Єврокубки | Єврокубки | Інші змагання | Інші змагання | Інші змагання | Усього | Усього |
| Сезон               | Команда             | Ліга                | Ігор      | Голів     | Ліга               | Ігор               | Голів              | Ліга      | Ігор      | Голів     | Ліга          | Ігор          | Голів         | Ігор   | Голів  |
| ------------------- | ------------------- | ------------------- | --------- | --------- | ------------------ | ------------------ | ------------------ | --------- | --------- | --------- | ------------- | ------------- | ------------- | ------ | ------ |
| 1988–89             | «Рома»              | A                   | 0         | 0         | КІ                 | 0                  | 0                  | КУЄФА     | 0         | 0         |               |               |               | 0      | 0      |
| 1989–90             | «Рома»              | A                   | 1         | 0         | КІ                 | ?                  | 0                  |           |           |           |               |               |               | ?      | 0      |
| 1990–91             | «Рома»              | A                   | 15        | 3         | КІ                 | 3                  | 0                  | КУЄФА     | 5         | 0         |               |               |               | 23     | 3      |
| 1991–92             | «Рома»              | A                   | 10        | 1         | КІ                 | 2                  | 1                  | КВК       | 1         | 0         | СІ            | 1             | 0             | 14     | 2      |
| 1992–93             | «Рома»              | A                   | 24        | 1         | КІ                 | 7                  | 1                  | КУЄФА     | 4         | 2         |               |               |               | 35     | 4      |
| 1993-лист. 1993     | «Рома»              | A                   | 5         | 1         | КІ                 | 1                  | 0                  |           |           |           |               |               |               | 6      | 1      |
| лист. 1993–94       | «Піза»              | B                   | 23        | 8         | КІ                 | ?                  | ?                  |           |           |           |               |               |               | ?      | ?      |
| 1994-лист. 1994     | «Рома»              | A                   | 2         | 0         | КІ                 | 2                  | 2                  |           |           |           |               |               |               | 4      | 2      |
| Усього за «Рому»    | Усього за «Рому»    | Усього за «Рому»    | 57        | 6         |                    | 15+                | 4                  |           | 10        | 2         |               | 1             | 0             | 83+    | 12     |
| лист. 1994–95       | «Кальярі»           | A                   | 22        | 12        | КІ                 | ?                  | ?                  |           |           |           |               |               |               | ?      | ?      |
| 1995–96             | «Кальярі»           | A                   | 23        | 3         | КІ                 | ?                  | ?                  |           |           |           |               |               |               | ?      | ?      |
| 1996–97             | «Кальярі»           | A                   | 31        | 10        | КІ                 | ?                  | ?                  |           |           |           |               |               |               | ?      | ?      |
| 1997–98             | «Кальярі»           | B                   | 36        | 17        | КІ                 | 3                  | 0                  |           |           |           |               |               |               | ?      | ?      |
| 1998–99             | «Кальярі»           | A                   | 32        | 16        | КІ                 | ?                  | ?                  |           |           |           |               |               |               | ?      | ?      |
| Усього за «Кальярі» | Усього за «Кальярі» | Усього за «Кальярі» | 144       | 58        |                    | 3+                 | 0                  |           | -         | -         |               | -             | -             | 147+   | 58     |
| 1999–00             | «Удінезе»           | A                   | 29        | 12        | КІ                 | ?                  | ?                  | КУЄФА     | 5         | 1         |               |               |               | ?      | ?      |
| 2000–01             | «Удінезе»           | A                   | 17        | 8         | КІ                 | ?                  | ?                  | КІ+КУЄФА  | 6+2       | 3+1       |               |               |               | ?      | ?      |
| 2001–02             | «Удінезе»           | A                   | 29        | 14        | КІ                 | ?                  | ?                  |           |           |           |               |               |               | ?      | ?      |
| 2002–03             | «Удінезе»           | A                   | 28        | 5         | КІ                 | ?                  | ?                  |           |           |           |               |               |               | ?      | ?      |
| Усього за «Удінезе» | Усього за «Удінезе» | Усього за «Удінезе» | 103       | 39        |                    | ?                  | ?                  |           | 13        | 5         |               | -             | -             | 116+   | 44+    |
| 2003–04             | «Лаціо»             | A                   | 22        | 1         | КІ                 | 6                  | 2                  | ЛЧ        | 6         | 1         |               |               |               | 34     | 4      |
| 2004–05             | «Лаціо»             | A                   | 16        | 3         | КІ                 | 2                  | 0                  | КУЄФА     | 4         | 3         | СІ            | 0             | 0             | 22     | 6      |
| 2005-жовт. 2005     | «Лаціо»             | A                   | 1         | 0         | КІ                 | 0                  | 0                  | КІ        | 4         | 1         |               |               |               | 5      | 1      |
| Усього за «Лаціо»   | Усього за «Лаціо»   | Усього за «Лаціо»   | 39        | 4         |                    | 2                  | 0                  |           | 8         | 4         |               | 0             | 0             | 61     | 11     |
| жовт. 2005–06       | «Торіно»            | B                   | 29+4      | 7+1       | -                  | -                  | -                  | -         | -         | -         |               | -             | -             | 33     | 8      |
| 2006–07             | «Торіно»            | A                   | 28        | 3         | КІ                 | ?                  | ?                  |           |           |           |               |               |               | ?      | 3+     |
| Усього за «Торіно»  | Усього за «Торіно»  | Усього за «Торіно»  | 61        | 11        |                    | ?                  | ?                  |           | -         | -         |               | -             | -             | 61+    | 11+    |
| 2007–08             | «Падова»            | C1                  | 23        | 4         | КІ-C               | ?                  | ?                  |           |           |           |               |               |               | ?      | ?      |
| 2008–09             | «Падова»            | Лега Про            | 0         | 0         | КІ+КІ-Лега Про     | 0+0                | 0+0                |           |           |           |               |               |               | 0      | 0      |
| Усього за «Падову»  | Усього за «Падову»  | Усього за «Падову»  | 23        | 4         |                    | ?                  | ?                  |           | -         | -         |               | -             | -             | 23+    | 4+     |
| Усього за кар'єру   | Усього за кар'єру   | Усього за кар'єру   | 335       | 130       |                    | 26+                | 6+                 |           | 37        | 12        |               | 1             | 0             | 399+   | 148    |

## Титули і досягнення
- Володар Кубка Італії (2):

«Рома»:  1990–91
«Лаціо»:  2003–04
- Володар Кубка Інтертото (1):

«Удінезе»:  2000
- Чемпіон Європи серед молодіжних команд (2):

1992, 1994